# لیلیت مکرتچیان
لیلیت مکرتچی مکرتچیان (ارمنی: Լիլիթ Մկրտչի (Մարատի) Մկրտչյան; انگلیسی: Lilit Mkrtchian زاده ۹ اوت ۱۹۸۲ در ایروان) شطرنج‌باز اهل ارمنستان است که
عناوین استادبزرگ شطرنج بانوان (WGM) و استاد بین‌المللی (IM) فیده در اختیار دارد. وی همچنین چهار مرتبه قهرمان شطرنج بانوان ارمنستان شده است.
در سال ۲۰۰۲، در قهرمانی شطرنج انفردادی اروپا در وارنا، بلغارستان، در بخش بانوان، مکرتچیان با کسب امتیاز ۸½/۱۱ برنده مدال نقره شد. در سال ۲۰۰۳ در قهرمانی شطرنج تیمی اروپا در پلوودیو، بلغارستان در بخش زنان وی به همراه تیم شطرنج ارمنستان برنده مدال طلا شد.. در سال ۲۰۰۶ در هفتمین دوره قهرمانی انفرادی بانوان اروپا در کوش‌آداسی، ترکیه، مگرتچیان با کسب امتیاز ۷½/۱۱ به مدال برنز دست یافت.
در دسامبر ۲۰۰۹، لیلیت مکرتچیان در فهرست بهترین ورزشکار سال ارمنستان در مکان دهم قرار گرفت.
در سال ۲۰۱۳، در قهرمانی انفرادی زنان اروپا در بلگراد صربستان، مکرتچیان به مقام سوم رسید.
در سال ۲۰۱۵ در چنگدو، چین در قهرمانی تیمی شطرنج جهان در بخش زنان در تابلوی دوم، مکرتچیان برنده مدال طلا شد.
| به‌دلیل برخی مشکلات فنی، نمودارها موقتاً قابل مشاهده نیستند. اطلاعات بیشتر پیرامون این مشکل در فابریکاتور و وبگاه مدیاویکی در دسترس است. | |
| | به‌دلیل برخی مشکلات فنی، نمودارها موقتاً قابل مشاهده نیستند. اطلاعات بیشتر پیرامون این مشکل در فابریکاتور و وبگاه مدیاویکی در دسترس است. |

## نگارخانه

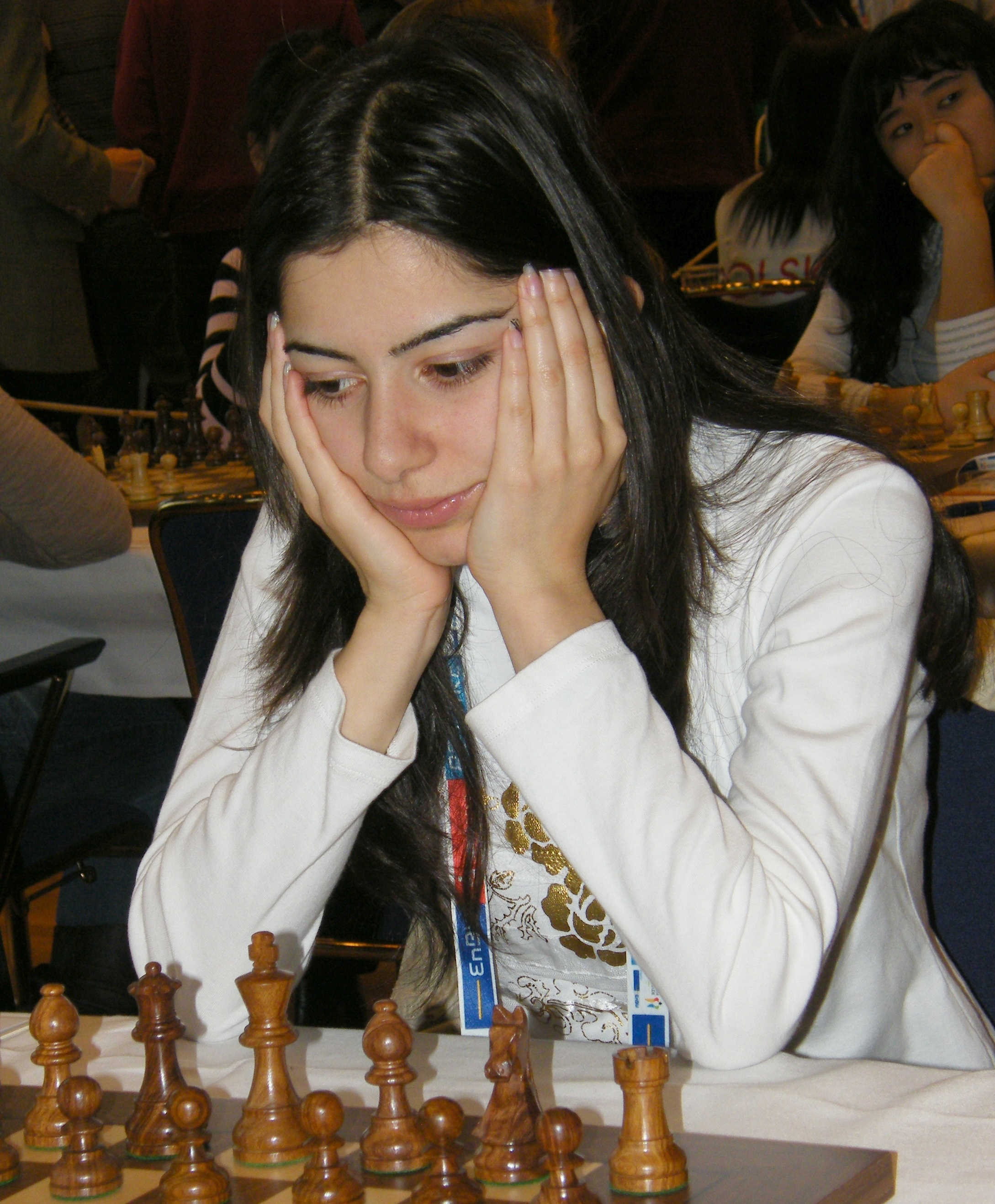
در درسدن، ۲۰۰۸